# Bert Mason
Bert Mason (ur. 1880 w Wielkiej Brytanii, zm. 1960) – pierwszy zawodowy operator filmowy w Quebecu.
Przybył do Kanady w 1905 r. Został zatrudniony przez Léo-Ernesta Ouimeta. Pracodawca nauczył go kręcenia filmów i zatrudnił jako operatora. Kiedy Ouimet wycofał się na jakiś czas z przemysłu filmowego w 1912 r., Mason zaczął kręcić aktualności filmowe, które sprzedawał różnym przedsiębiorstwom, m.in. Fox News. Materiały do kronik filmowych kręcił aż do lat 30. XX wieku.